# پرچم مکزیک
پرچم مکزیک برای اولین بار در ۱۶ سپتامبر ۱۹۶۸ به رسمیت شناخته شد. به‌عنوان پرچم ملی و نشان ملی شناخته می‌شود و همچنین دارای تناسب ۴:۷ می‌باشد. رنگ سرخ تیره به معنی خون‌های ریخته شده برای حفاظت از کشور، رنگ سفید به معنی پیشرفت کشور مکزیک و رنگ سبز تیره، به معنی جنگل‌های بزرگ و پهناور این کشور است. همچنین نشان ملی کشور مکزیک، در وسط پرچم در رنگ سفید درج شده‌است.

## تاریخچه
قبل از تصویب اولین پرچم ملی مکزیک، پرچم‌های مختلفی در طول جنگ استقلال از اسپانیا استفاده می‌شد. بسیاری از مورخان اولین پرچم مکزیک را استاندارد باکره گوادالوپ می‌دانند که توسط میگل ایدالگو، پس از واقعه فریاد دولورس در ۱۶ سپتامبر ۱۶۱۰ حمل شد. اگرچه این پرچم هرگز به عنوان پرچم رسمی پذیرفته نشد.